# Meridiano 178 oeste
El meridiano 178 oeste de Greenwich es una línea de longitud que se extiende desde el Polo Norte atravesando el océano Ártico, Asia, el océano Pacífico, el océano Antártico y la Antártida hasta el Polo Sur.
El meridiano 178 oeste forma un gran círculo con el meridiano 2 este.
Comenzando en el Polo Norte y dirigiéndose hacia el Polo Sur, el meridiano 178 oeste pasa a través de:
| Coordenadas                         | País, territorio o mar | Notas                                                                                                   |
| ----------------------------------- | ---------------------- | --- |
| 90°0′N 178°0′O / 90.000, -178.000   | Océano Ártico          | |
| 71°27′N 178°0′O / 71.450, -178.000  | Rusia                  | Isla de Wrangel                                                                                         |
| 71°1′N 178°0′O / 71.017, -178.000   | Mar de Chukotka        | |
| 68°26′N 178°0′O / 68.433, -178.000  | Rusia                  | |
| 65°26′N 178°0′O / 65.433, -178.000  | Mar de Bering          | |
| 51°55′N 178°0′O / 51.917, -178.000  | Estados Unidos         | Alaska - Isla Tanaga                                                                                    |
| 51°38′N 178°0′O / 51.633, -178.000  | Océano Pacífico        | Pasa justo al este del Atolón Kure, Hawái, Estados Unidos Pasa justo al este de Futuna, Wallis y Futuna |
| 14°20′S 178°0′O / -14.333, -178.000 | Wallis y Futuna        | Alofi (Wallis y Futuna)                                                                                 |
| 14°21′S 178°0′O / -14.350, -178.000 | Océano Pacífico        | Pasa justo al este de la Isla de Vatoa, Fiyi Pasa justo al oeste de la Isla de Raoul, Nueva Zelanda     |
| 60°0′S 178°0′O / -60.000, -178.000  | Océano Antártico       | |
| 78°24′S 178°0′O / -78.400, -178.000 | Antártida              | Dependencia Ross, reclamada por Nueva Zelanda                                                           |